# Jean Onana
Jean Emile Junior Onana Onana, noto semplicemente come Jean Onana (Yaoundé, 8 gennaio 2000), è un calciatore camerunese, centrocampista del Beşiktaş.

## Caratteristiche tecniche
Centrocampista completo, sa destreggiarsi bene fra le linee e fornire assist ai compagni.

## Carriera

### Club
Cresciuto nella Nkufo Academy, scuola calcio camerunese creata dall'ex calciatore Blaise Nkufo,, nel 2019 approda in Europa firmando con i portoghesi del Leixões; debutta fra i professionisti il 3 marzo giocando l'incontro di Segunda Liga perso 2-0 contro l'Académico de Viseu.
Il 31 gennaio 2020 viene acquistato a titolo definitivo dal Lilla, con cui firma un contratto di cinque anni; aggregato inizialmente alla squadra riserve, fa il suo debutto in Ligue 1 il 16 febbraio giocando da titolare l'incontro casalingo perso 2-1 contro l'Olympique Marsiglia.
Il 30 luglio seguente prolunga il proprio contratto fino al 2025 e viene contestualmente ceduto in prestito al R.E. Mouscron per una stagione; il 12 dicembre segna la sua prima rete in carriera, contro il Beerschot VA.
Il 30 agosto 2021 viene acquistato a titolo definitivo dal Bordeaux, con cui firma un quinquennale.
Il 21 luglio 2023 viene acquistato dal Beşiktaş.
L'11 dicembre 2023, il club turco annuncia ufficialmente che Onana è stato escluso dalla squadra insieme a Eric Bailly, Valentin Rosier, Vincent Aboubakar e Rachid Ghezzal a causa delle scarse prestazioni e incompatibilità all'interno della squadra.
Il 9 gennaio 2024 viene ceduto in prestito all'Olympique Marsiglia.
Dopo aver iniziato la nuova stagione con i turchi, ma avendo collezionato solo 3 presenze in campionato, il 30 gennaio 2025 viene ufficializzato il suo passaggio in prestito fino al termine della stagione al Genoa. Esordisce con i rossoblu il 17 febbraio nel finale della partita in casa col Venezia, rilevando Andrea Pinamonti.

### Nazionale
L'8 ottobre 2020 debutta con la nazionale camerunese giocando il secondo tempo dell'amichevole pareggiata 0-0 contro il Giappone; è stato convocato per la Coppa delle nazioni africane 2021.

## Statistiche
Statistiche aggiornate al 25 maggio 2025.

### Presenze e reti nei club
| Stagione        | Squadra             | Campionato      | Campionato | Campionato | Coppe nazionali | Coppe nazionali | Coppe nazionali | Coppe continentali | Coppe continentali | Coppe continentali | Altre coppe | Altre coppe | Altre coppe | Totale | Totale |
| Stagione        | Squadra             | Comp            | Pres       | Reti       | Comp            | Pres            | Reti            | Comp               | Pres               | Reti               | Comp        | Pres        | Reti        | Pres   | Reti   |
| --------------- | ------------------- | --------------- | ---------- | ---------- | --------------- | --------------- | --------------- | ------------------ | ------------------ | ------------------ | ----------- | ----------- | ----------- | ------ | ------ |
| 2018-2019       | Leixões             | LdH             | 1          | 0          | CP+CdL          | 0               | 0               |                    | -                  | -                  |             | -           | -           | 1      | 0      |
| 2019-2020       | Lilla 2             | N2              | 1          | 0          |                 | -               | -               |                    | -                  | -                  |             | -           | -           | 1      | 0      |
| 2019-2020       | Lilla               | L1              | 1          | 0          | CF+CdL          | 0               | 0               |                    | -                  | -                  |             | -           | -           | 1      | 0      |
| 2020-2021       | R.E. Mouscron       | D1              | 28         | 2          | CB              | 1               | 0               |                    | -                  | -                  |             | -           | -           | 29     | 2      |
| 2021-2022       | Bordeaux            | L1              | 23         | 3          | CF              | 0               | 0               |                    | -                  | -                  |             | -           | -           | 23     | 3      |
| ago. 2022       | Bordeaux            | L2              | 3          | 0          | CF              | 0               | 0               |                    | -                  | -                  |             | -           | -           | 3      | 0      |
| Totale Bordeaux | Totale Bordeaux     | Totale Bordeaux | 26         | 3          |                 | 0               | 0               |                    | -                  | -                  |             | -           | -           | 26     | 3      |
| 2022-2023       | Lens                | L1              | 21         | 0          | CF              | 2               | 0               |                    | -                  | -                  |             | -           | -           | 23     | 0      |
| 2023-gen. 2024  | Beşiktaş            | SL              | 4          | 0          | TK              | 0               | 0               | UECL               | 6                  | 0                  |             | -           | -           | 10     | 0      |
| gen.-giu. 2024  | Olympique Marsiglia | L1              | 13         | 1          | CF              | 1               | 0               |                    | -                  | -                  |             | -           | -           | 14     | 1      |
| 2024-gen. 2025  | Beşiktaş            | SL              | 3          | 0          | TK              | 0               | 0               | UEL                | 2                  | 0                  | SK          | 1           | 0           | 6      | 0      |
| Totale Bordeaux | Totale Bordeaux     | Totale Bordeaux | 7          | 0          |                 | 0               | 0               |                    | 8                  | 0                  |             | 1           | 0           | 16     | 0      |
| gen.-giu. 2025  | Genoa               | A               | 9          | 0          | CI              | -               | -               | -                  | -                  | -                  | -           | -           | -           | 9      | 0      |
| Totale carriera | Totale carriera     | Totale carriera | 107        | 6          |                 | 4               | 0               |                    | 8                  | 0                  |             | 1           | 0           | 120    | 6      |

### Cronologia presenze e reti in nazionale
| Cronologia completa delle presenze e delle reti in nazionale ― Camerun | Cronologia completa delle presenze e delle reti in nazionale ― Camerun | Cronologia completa delle presenze e delle reti in nazionale ― Camerun | Cronologia completa delle presenze e delle reti in nazionale ― Camerun | Cronologia completa delle presenze e delle reti in nazionale ― Camerun | Cronologia completa delle presenze e delle reti in nazionale ― Camerun | Cronologia completa delle presenze e delle reti in nazionale ― Camerun | Cronologia completa delle presenze e delle reti in nazionale ― Camerun |
| Data                                                                   | Città                                                                  | In casa                                                                | Risultato                                                              | Ospiti                                                                 | Competizione                                                           | Reti                                                                   | Note                                                                   |
| ---------------------------------------------------------------------- | ---------------------------------------------------------------------- | ---------------------------------------------------------------------- | ---------------------------------------------------------------------- | ---------------------------------------------------------------------- | ---------------------------------------------------------------------- | ---------------------------------------------------------------------- | ---------------------------------------------------------------------- |
| 9-10-2020                                                              | Utrecht                                                                | Giappone                                                               | 0 – 0                                                                  | Camerun                                                                | Amichevole                                                             | -                                                                      | 46’ 47’                                                                |
| 26-3-2021                                                              | Praia                                                                  | Capo Verde                                                             | 3 – 1                                                                  | Camerun                                                                | Qual. Coppa d'Africa 2021                                              | -                                                                      |                                                                        |
| 16-11-2021                                                             | Douala                                                                 | Camerun                                                                | 1 – 0                                                                  | Costa d'Avorio                                                         | Qual. Mondiali 2022                                                    | -                                                                      | 53’ 90+2’                                                              |
| 17-1-2022                                                              | Yaoundé                                                                | Capo Verde                                                             | 1 – 1                                                                  | Camerun                                                                | Coppa d'Africa 2021 - 1º turno                                         | -                                                                      | 87’                                                                    |
| 24-1-2022                                                              | Yaoundé                                                                | Camerun                                                                | 2 – 1                                                                  | Comore                                                                 | Coppa d'Africa 2021 - Ottavi di finale                                 | -                                                                      | 84’                                                                    |
| 3-2-2022                                                               | Yaoundé                                                                | Camerun                                                                | 0 – 0 dts (1 – 3 dtr)                                                  | Egitto                                                                 | Coppa d'Africa 2021 - Semifinale                                       | -                                                                      | 108’                                                                   |
| 5-2-2022                                                               | Yaoundé                                                                | Burkina Faso                                                           | 3 – 3 dts (3 – 5 dtr)                                                  | Camerun                                                                | Coppa d'Africa 2021 - Finale 3º posto                                  | -                                                                      |                                                                        |
| 25-3-2022                                                              | Douala                                                                 | Camerun                                                                | 0 – 1                                                                  | Algeria                                                                | Qual. Mondiali 2022                                                    | -                                                                      | 85’                                                                    |
| 29-3-2022                                                              | Blida                                                                  | Algeria                                                                | 1 – 2 dts                                                              | Camerun                                                                | Qual. Mondiali 2022                                                    | -                                                                      | 111’                                                                   |
| 23-9-2022                                                              | Goyang                                                                 | Camerun                                                                | 0 – 2                                                                  | Uzbekistan                                                             | Amichevole                                                             | -                                                                      | 74’                                                                    |
| 6-6-2025                                                               | Marrakech                                                              | Camerun                                                                | 3 – 0                                                                  | Uganda                                                                 | Amichevole                                                             | -                                                                      |                                                                        |
| 9-6-2025                                                               | Marrakech                                                              | Camerun                                                                | 1 – 1                                                                  | Guinea Equatoriale                                                     | Amichevole                                                             | -                                                                      |                                                                        |
| Totale                                                                 |                                                                        | Presenze                                                               | 12                                                                     |                                                                        | Reti                                                                   | 0                                                                      |                                                                        |